# Alastair Heathcote
Alaistair Heathcote est un rameur britannique, né le 18 août 1977 à Athènes.

## Palmarès

### Jeux olympiques
- Jeux olympiques d'été de 2008 à Pékin,  Chine
  -  Médaille d'argent en huit barré[1]

### Championnats du monde d'aviron
- 2007 à Munich,  Allemagne
  -  Médaille de bronze en huit barré